# 北碚鱷屬
北碚鱷屬（學名：Peipehsuchus）是種已滅絕海鱷類，屬於真蜥鱷科，生存於侏羅紀托阿爾階的中國；2003年在吉爾吉斯的卡洛維階地層，也發現北碚鱷的破碎化石。模式種是長鼻北碚鱷（P. teleorhinus）。

## 外部連結
- Angellis Net pdf（页面存档备份，存于）